# Conferenza universitaria svizzera
La Conferenza universitaria svizzera (CUS) è una istituzione della Svizzera che si occupa principalmente del coordinamento delle politiche universitarie tra i vari cantoni elvetici. 

## Compiti
La Conferenza universitaria svizzera funge come organismo di raccordo tra istituzioni a livello locale e a livello nazionale sia in ambito universitario che in ambito non universitario. Essa sovraintende al riconoscimento e all'accreditamento ufficiali dei piani di studio di ogni università presente sul suolo svizzero e delle università stesse, promuove la cooperazione universitaria sia tra atenei della Confederazione sia a livello internazionale e informa sulla propria attività.

## Facoltà decisionali
I compiti della Conferenza universitaria svizzera sono:
- di varare ordinamenti quadro sulla durata normale degli studi e il riconoscimento di unità di corsi e di diplomi finali che vincolano tutte le parti interessate;
- di accordare sussidi subordinati a progetti;
- di valutare periodicamente la distribuzione dei poli nazionali di ricerca nell'ottica della ripartizione dei compiti tra le scuole universitarie sul piano nazionale;
- di riconoscere istituti o cicli di studio;
- di promulgare direttive sulla valutazione dell'insegnamento e della ricerca;
- di emettere direttive relative alla valorizzazione delle conoscenze acquisite nell'ambito della ricerca.

La Conferenza universitaria svizzera emana altresì raccomandazioni sulla cooperazione, sulla pianificazione pluriennale e per una ripartizione equilibrata del lavoro nel settore universitario. Ogni attività da essa intrapresa è di dominio pubblico, così come pubblici sono i suoi atti e delibere. La previa consultazione degli ambienti interessati a ogni decisione è prassi costante da parte della Conferenza universitaria svizzera. Il lavoro di essa è svolto in collaborazione con la Conferenza dei rettori delle università svizzere (CRUS), nella misura in cui quest'ultima si occupi di questioni di natura accademica.

## Basi giuridiche
La Conferenza universitaria svizzera pone le proprie basi giuridiche nell'ambito della Legge sull'aiuto alle università e nel Concordato intercantonale sulla coordinazione universitaria, ambedue promulgati nel 1999 ed è stata formalmente istituita nel 2001 grazie alla Convenzione tra la Confederazione e i cantoni universitari sulla cooperazione nel settore universitario. 